# Partenie Cosma (luptător anticomunist)
Partenie Cosma (n. septembrie 1918 la Sona, Făgăraș — d. 12 octombrie 1955, închisoarea din Caransebeș) a fost un luptător anticomunist.

## Biografie
Partenie Cosma a luptat pe frontul de est în Armata Română, în cel de-al Doilea Război Mondial.
Partenie Cosma a fost căsătorit și a avut trei copii.